# Гостра серцева недостатність
Гостра серцева недостатність (ГСН; англ. Acute decompensated heart failure) — раптовий розвиток патологічного стану серця, при якому недостатньо забезпечується кровопостачання організму хворого без допомоги компенсаторних механізмів. Є невідкладним станом, синдромом багатьох хвороб і патологічних процесів.
Розрізняють гостру лівошлуночкову та правошлуночкову недостатність. Такий поділ умовний, тому що при декомпенсації одного шлуночка порушується функція іншого.

## Етіологія
Всі причини виникнення ГСН можна поділити на дві групи:
- захворювання серця (вроджені та набуті вади серця, фіброеластоз міокарда, міокардити, перикардити, обмінні кардіопатії, міокардіодистрофія, пухлини серця тощо);
- екстракардіальні (захворювання легенів, печінки, нирок, органів кровотворення та інші хвороби, які викликають ураження або перевантаження міокарда).

Також до основних захворювань і станів, що сприяють розвитку ГСН, можна віднести:
- Гостре зниження скорочувальної здатності міокарду через його пошкодження або «оглушення» (гострий інфаркт міокарду, ішемія міокарду, міокардит, операція на серці, наслідки використання штучного кровообігу, важка травма головного мозку, токсичні дії на міокард та ін.).
- Наростання проявів (декомпенсація) хронічної серцевої недостатності.
- Порушення цілісності клапанів або камер серця; тампонада серця.
- Виражена гіпертрофія міокарду (особливо з наявністю субаортального стенозу).
- Гіпертонічний криз.
- Підвищення тиску в малому колі кровообігу (тромбоемболія легеневої артерії, гострі захворювання легень та ін.).
- Тахі- чи брадіаритмії

У різні вікові періоди більш закономірно проявляється дія тих або інших причин ГСН. Наприклад, у грудному віці частіше спостерігаються вроджені вади серця, у шкільному — ревматичні ураження серця.

## Патогенез
Патогенез багато в чому залежить від переважання лівошлуночкової або правошлуночкової недостатності. Крім того, тут важливий етіологічний фактор, що зумовлює форму ГСН. З урахуванням цього фактору можна виділити три форми серцевої недостатності:
1. при токсичних, інфекційних та алергійних ураженнях серця розвивається міокардіально-обмінна недостатність серця;
2. при вадах серця, гіперволемії та гіпертензії у малому та великому колах кровообігу виникає ГСН від перевантаження міокарда з наступною перевтомою серцевого м'язу та зниженням його скорочувальної здатності;
3. при поєднанні ураження міокарда та перевантаженні серця (у хворих вадами серця в активній фазі ревматизму) проявляється змішана форма ГСН (міокардіально-обмінно-перевантажувальна).

За механізмом виникнення та клініко-інструментальним показанням виділяють дві форми ГСН:
- енергетично динамічну (за Хеггліном) та
- гемодінамічну (застійну).

Енергетично динамічна зумовлена первинним порушенням обмінних процесів у міокарді та розвивається при інфекціях, інтоксикаціях, комах та інших важких станах. При цій формі ГСН зберігаються нормальні границі серця, відсутні застійні явища у великому та малому колі кровообігу, однак скорочується механічна систола (за даними ЕКГ).
Гемодінамічна ГСН характеризується перевантаженням серця через збільшення маси крові у серцевих камерах у результаті об'ємного перевантаження крові, супротиву викиду крові з серця (перевантаження тиском).

### Гостра лівошлуночкова недостатність
Розвивається при важких ураженнях м'язу переважно лівого шлуночка або його гемодінамічному перевантаженні. Вона виникає зазвичай як вторинне явище при вроджених вадах серця (коарктація аорти, її стеноз та ін.), набутих вадах мітральних та аортальних клапанів, вторинних артеріальних гіпертензіях, ураженнях міокарда, грубих порушеннях провідної системи серця.
Клінично ГЛН проявляється синдромом серцевої астми та набряку легенів.
Основу розвитку серцевої астми складає інтерстиціальний набряк з переходом рідини з інтерстиція до альвеоли. Тому серцеву астму розглядають як початкову фазу набряку легенів з наступними клінічними проявами. У хворого з'являються напади задухи, частіше у нічний час: він блідне, з'являється ціаноз видимих слизових оболонок, дихання пришвидшується. Хворий приймає вимушене сидяче положення, з рота виділяється пінисте мокротиння (спочатку безколірне, потім рожеве через кров). При аускультації легенів вислуховуються сухі та вологі хрипи.
Можуть бути й інші симптоми: на обличчі багато поту, тахікардія, нудота, артеріальна гіпертонія, руховий неспокій. Напад триває від декількох хвилин до декількох годин. При несвоєчасній допомозі синдром кардіальної астми переростає у набряк легенів.

### Гостра правошлуночкова недостатність
Є результатом раптового зменшення кровотоку у легенях на фоні різних захворювань та патологічних станів (вроджені вади серця, напади бронхіальної астми, тромбоемболії легеневих артерій, ателектаз легені, стороннє тіло бронхів, гідроторакс та ін.).
Для цього стану характерні блідість, ціаноз, набухання шийних вен, набряки нижніх кінцівок, олігурія. Швидко збільшуються розміри печінки, розширюється права границя серця, з'являються тахікардія, ритм «галопу», зменшуються ударний та хвилинний об'єми серця, знижується АТ.
Тяжкі стани супроводжуються колапсом, ацидозом, порушенням метаболізму, неврологічними розладами, що у сумі знижує резерви серця, скорочувальну здатність міокарда.

## Лікування
ГСН є загрозливим життю станом і вимагає невідкладного лікування. Нижче перераховані втручання, показані більшості хворих з ГСН. Одні з них можна виконати швидко у будь-якій лікувальній установі, інші доступні лише обмеженому числу хворих і зазвичай проводяться після первинної клінічної стабілізації.
1. При ГСН клінічна ситуація вимагає невідкладних і дієвих втручань і може досить швидко мінятися. Тому, за рідкісним винятком (нітрогліцерин під язик або нітрати у вигляді аерозоля), препарати повинні вводитися в/в, що порівняно з іншими способами забезпечує найбільш швидкий, повний, передбачуваний і керований ефект.
2. ГСН призводить до прогресивного погіршення оксигенації крові в легенях, артеріальній гіпоксемії і гіпоксії периферичних тканин. Простим методом боротьби з цим проявом захворювання є дихання 100 % киснем. Метою є підтримка насичення артеріальної крові киснем > 90 %. Оптимально використати маску з високою швидкістю подання кисню (8-15 л/хв). В деяких випадках може знадобитися активніша дихальна підтримка, аж до ШВЛ.
3. Необхідно нормалізувати АТ і усунути порушення, здатні викликати зниження скоротності міокарду (гіпоксія, ішемія міокарду, гіпер- чи гіпоглікемія, електролітні порушення, побічні дії або передозування лікарських засобів та ін.). Відношення до раннього введення спеціальних засобів для корекції ацидозу (натрію бікарбонат та ін.) останніми роками досить стримане. Зменшення відповіді на катехоламіни при метаболічному ацидозі ставиться під сумнів. Спочатку важливіше підтримувати адекватну вентиляцію легеневих альвеол і якнайшвидше відновити достатню перфузію периферичних тканин; подальші втручання можуть знадобитися при тривалому збереженні артеріальної гіпотензії і метаболічного ацидозу. Щоб зменшити ризик ятрогенного алкалозу, рекомендують уникати повної корекції дефіциту основ.